# District de Matutuine
Le district de Matutuine est une subdivision administrative de la province de Maputo au sud du Mozambique. En 2007, sa population est de 37 165 habitants.

## Source de la traduction
- (en) Cet article est partiellement ou en totalité issu de l’article de Wikipédia en anglais intitulé « Matutuíne District » (voir la liste des auteurs).